# Клиленд, Джон Бертон
Сэр Джон Бертон Клиленд (англ. John Burton Cleland; 22 июня 1878 — 11 августа 1971) — австралийский миколог, орнитолог и микробиолог.

## Краткая биография
Джон Клиленд родился в городе Норвуд в Южной Австралии. Учился в Колледже принца Альфреда. Затем получал медицинское образование в у университетах Аделаиды и Сиднея. Работал микробиологом в Западной Австралии и Новом Южном Уэльсе, затем получил степень профессора в университете Аделаиды. Клиленд был президентом Королевского общества Южной Австралии в 1927, 1928 и 1941 годах. В 1902 году он стал членом Королевского австралазийского союза орнитологов, в 1935 году был избран его президентом.
В 1934—1935 годах была издана двухтомная монография, посвящённая грибам Южной Австралии.

## Некоторые виды и роды, названные в честь Дж. Клиленда
- Clelandia J.M.Black 1932 (=Hybanthus Jacq. 1760, Violaceae)
- Clelandia Trappe 1979 (=Mycoclelandia Trappe & G.W.Beaton 1984, Pezizaceae)
- Amanita clelandii E.-J.Gilbert 1941 (Amanitaceae)

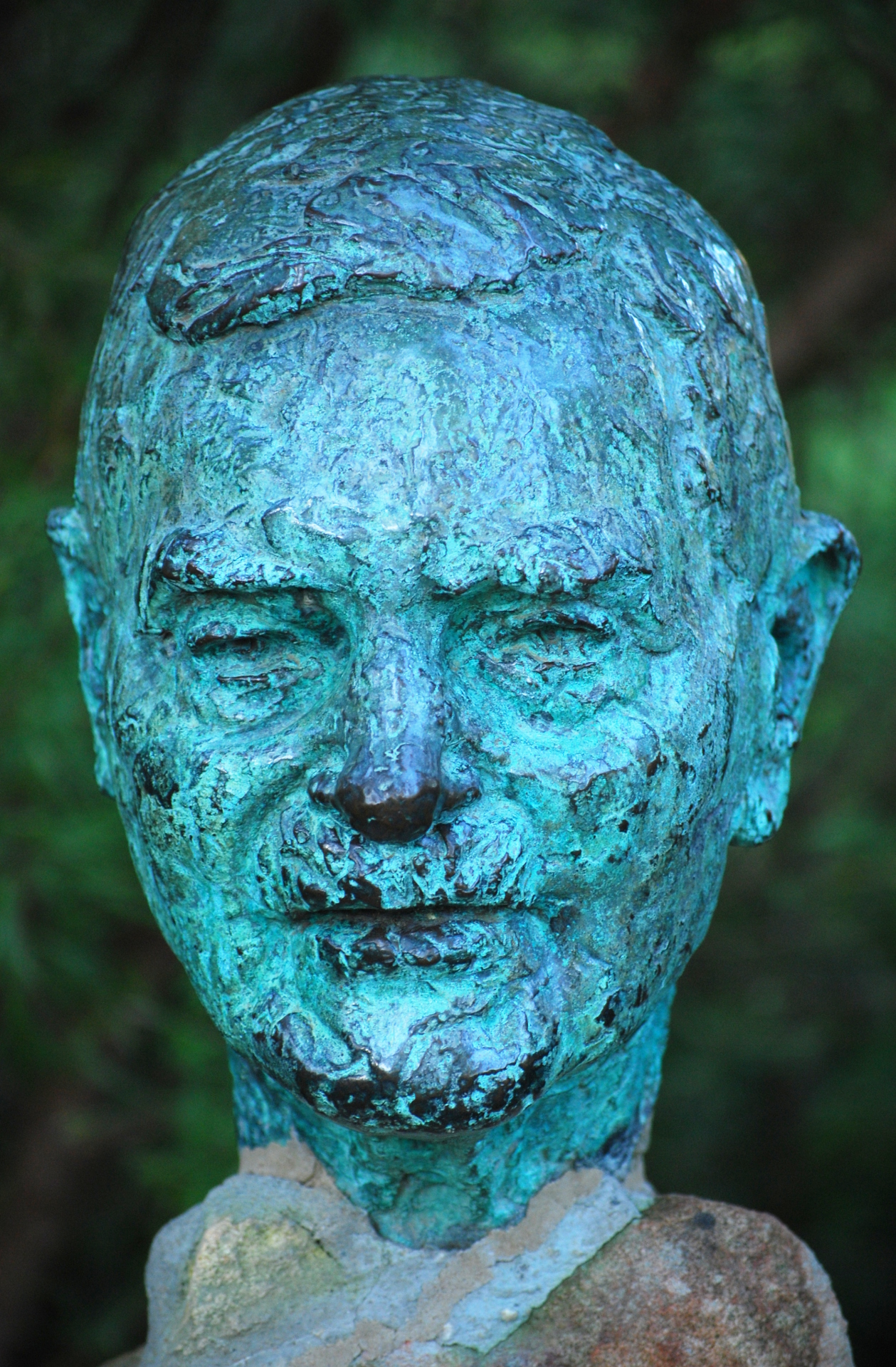
Бюст Джона Клиленда в Природном парке Клиленда в Южной Австралии

- Austrogautieria clelandii E.L. Stewart & Trappe 1985 (Gallaceaceae)
- Cortinarius clelandii A.H.Sm. 1944 (Cortinariaceae)
- Fomes clelandii Lloyd 1915 (=Perenniporia clelandii (Lloyd) Ryvarden 1972, Polyporaceae)
- Hohenbuehelia clelandii Grgur. 1997 (Pleurotaceae)
- Hydnangium clelandii Rodway 1924 (=Horakiella clelandii (Rodway) Castellano & Trappe 1992, Sclerodermataceae)
- Lachnella clelandii Hansf. 1954 (=Torrendiella clelandii (Hansf.) Spooner 1987, Sclerotiniaceae)
- Lactarius clelandii Grgur. 1997 (Russulaceae)
- Lenzites clelandii Lloyd 1919 (=Gloeophyllum trabeum (Pers.) Murrill 1908, Gloeophyllaceae)
- Leucopogon clelandi Cheel 1915 (Epacridaceae)
- Macrolepiota clelandii Grgur. 1997 (Agaricaceae)
- Melanoleuca clelandii Grgur. 1985 (Tricholomataceae)
- Mesophellia clelandii Trappe, Castellano & Malajczuk 1996 (Mesophelliaceae)
- Panaeolus clelandii Ew.Gerhardt 1994 (Psathyrellaceae)
- Phylloporus clelandii Watling 1991 (Boletaceae)
- Russula clelandii O.K.Mill. & R.N.Hilton 1987
- Septobasidium clelandii Couch ex L.D.Gómez & Henk 2004 (Septobasidiaceae)